# Bresles

Bresles este o comună în departamentul Oise, Franța. În 1 ianuarie 2022 avea o populație de 4.032 de locuitori.